# Antonio Covarrubias y Leyva

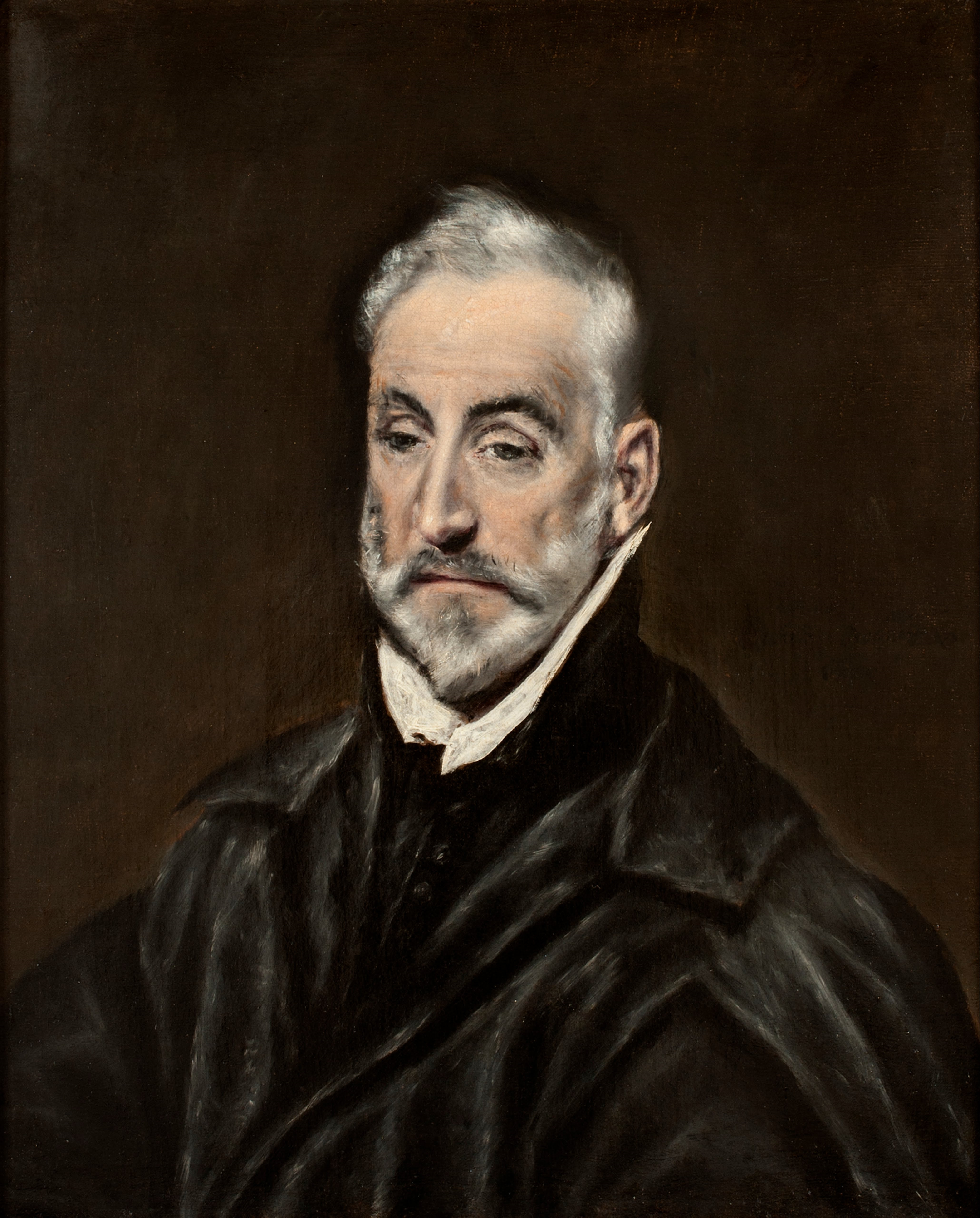
Antonio Covarrubias y Leyva, Gemälde von El Greco

Antonio Covarrubias y Leyva (* 1514 in Toledo; † Dezember 1602 ebenda) war ein spanischer Jurist und Humanist.

## Leben
Covarrubias entstammte einer toledanischen Gelehrtenfamilie. Sein Vater war Alonso de Covarrubias (1488–1570), der Architekt der Kathedrale von Toledo, seine Mutter kam aus dem heutigen Belgien. Sein Bruder Diego de Covarrubias y Leyva lehrte kanonisches Recht an der Universität von Salamanca; er ist aufgrund seiner wissenschaftlichen Werke heute weit bekannter als Antonio.
Auch Antonio studierte an der Universität von Salamanca und lehrte kanonisches Recht an der Kathedralschule von Toledo. Er nahm an der Seite seines Bruders in der letzten Phase des Konzils von Trient teil und wurde später Mitglied des Rates von Kastilien.
Antonio Covarrubias y Leyva war ein enger Freund des Malers El Greco, der ihn mehrmals porträtiert und möglicherweise auch auf dem Gemälde Das Begräbnis des Grafen von Orgaz abgebildet hat.
| Personendaten    | Personendaten                  |
| ---------------- | ------------------------------ |
| NAME             | Covarrubias y Leyva, Antonio   |
| KURZBESCHREIBUNG | spanischer Jurist und Humanist |
| GEBURTSDATUM     | 1514                           |
| GEBURTSORT       | Toledo                         |
| STERBEDATUM      | Dezember 1602                  |
| STERBEORT        | Toledo                         |